# Markus Eder
Markus Eder (Moutiers, 13 de dezembro de 1991) é um esquiador estilo livre da Itália. Ele participou dos Jogos Olímpicos de Inverno de 2014, em Sóchi.